# Måndagsrörelsen
Måndagsrörelsen (Mandagsbevægelsen) var en svensk opinionsbevægelse for de baltiske staters selvstændighed fra Sovjetunionen, med Gunnar Hökmark, Peeter Luksep, Håkan Holmberg och Andres Küng som initiativtagere. Man samledes til i alt 79 offentlige opinionsmøder, hver mandag klokken 12, på Norrmalmstorg i Stockholm, fra marts 1990 til september 1991, hvor de baltiske folk, efter Sovjetunionens kollaps i august samme år, lykkedes at få sin selvstændighed.
Ved siden af de ugentlige mandagsmøder på Norrmalmstorg fandt månedsmøder også sted i 50 byer rundt om i Sverige i 1991, og mere regelmæssigt i 30 byer.
Under den korte levetid fik Måndagsrörelsen et stærkt gennembrud i den svenske opinion og initiativtagerne belønnedes senere med flere medaljer fra de baltiske lande som tak. Norrmalmstorget blev i 1994 også sted for det baltiske frihedsmonument "Frihetens källa" (Frihedens kilde).
Den 15. august 2011 holdt Sveriges statsminister Fredrik Reinfeldt en tale til minde for 20-årsjubileet for Måndagsrörelsen. Til stede ved dette møde på Norrmalstorg var også de baltiske landes regeringschefer.